# Estadio

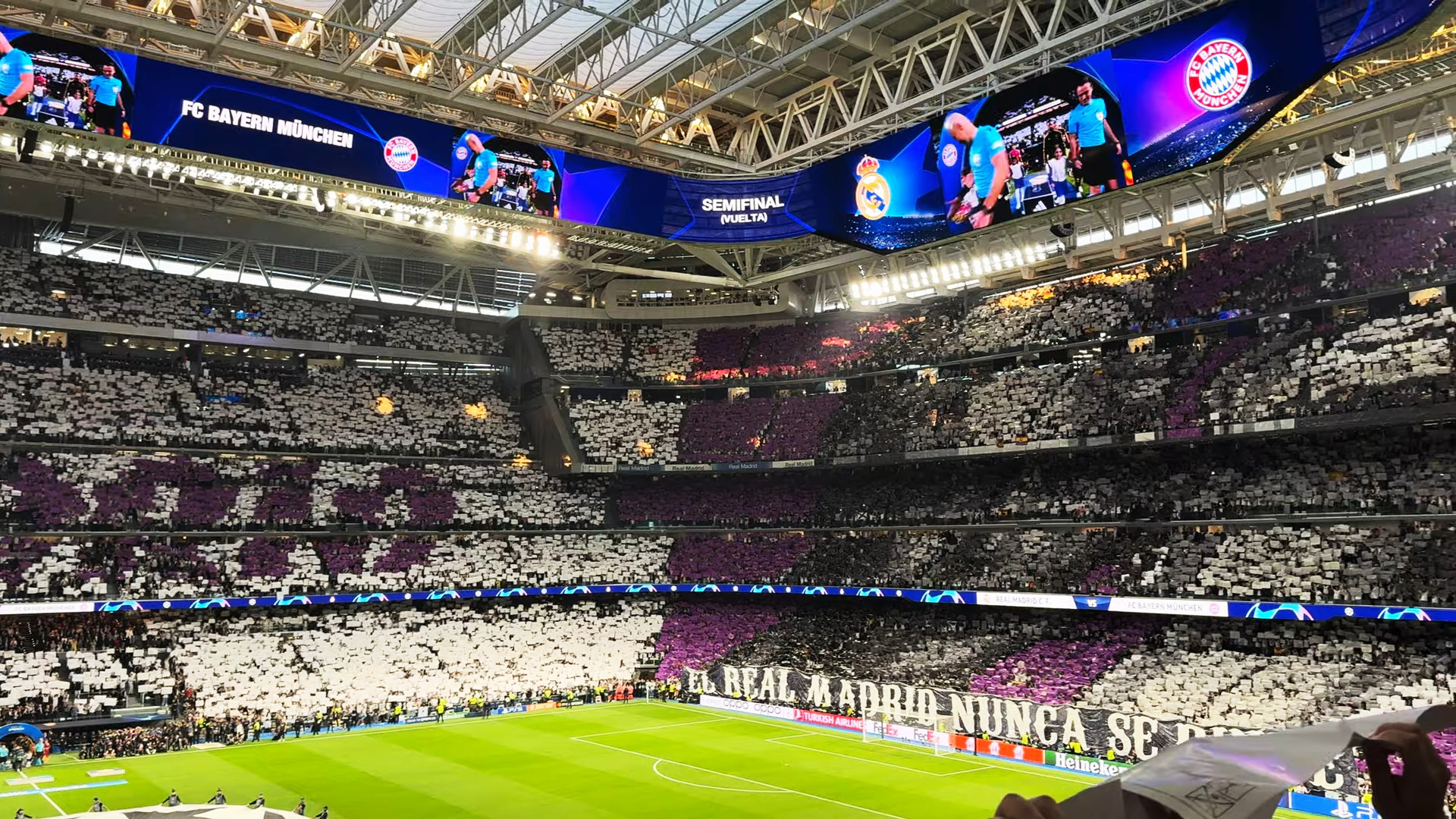
Interior del Estadio Santiago Bernabéu en Madrid.

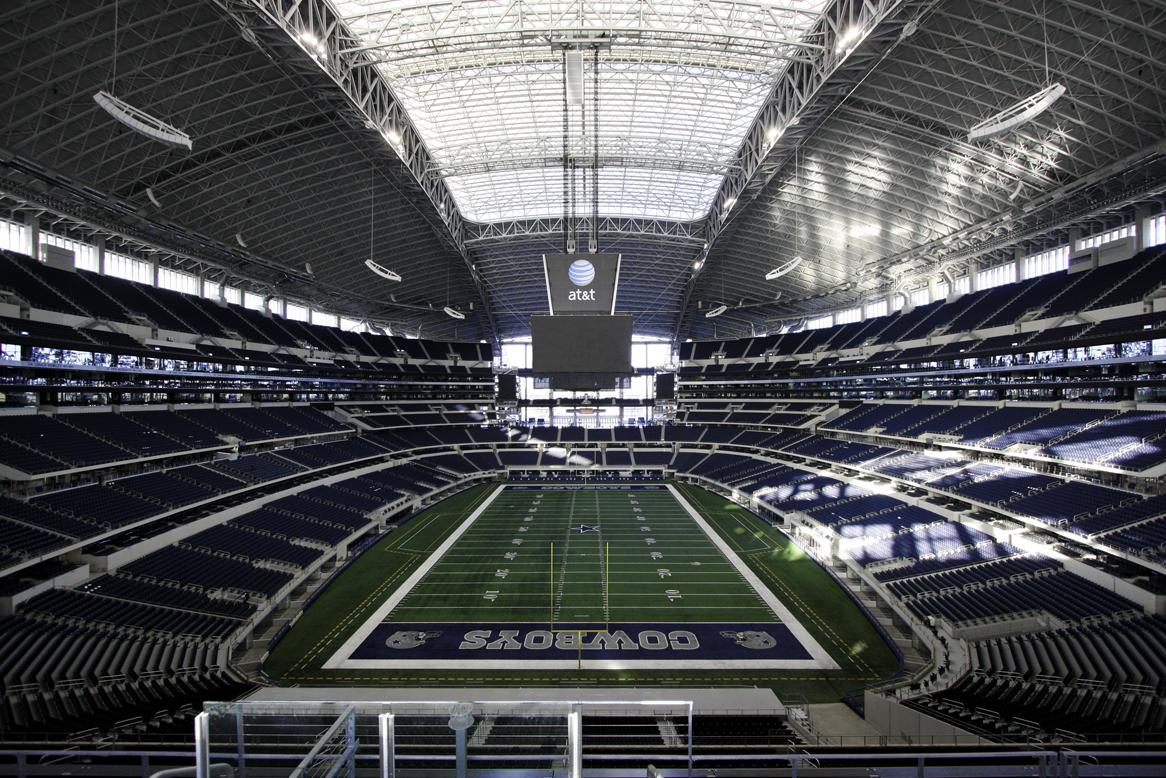
Interior del AT&T Stadium en Dallas, Texas.

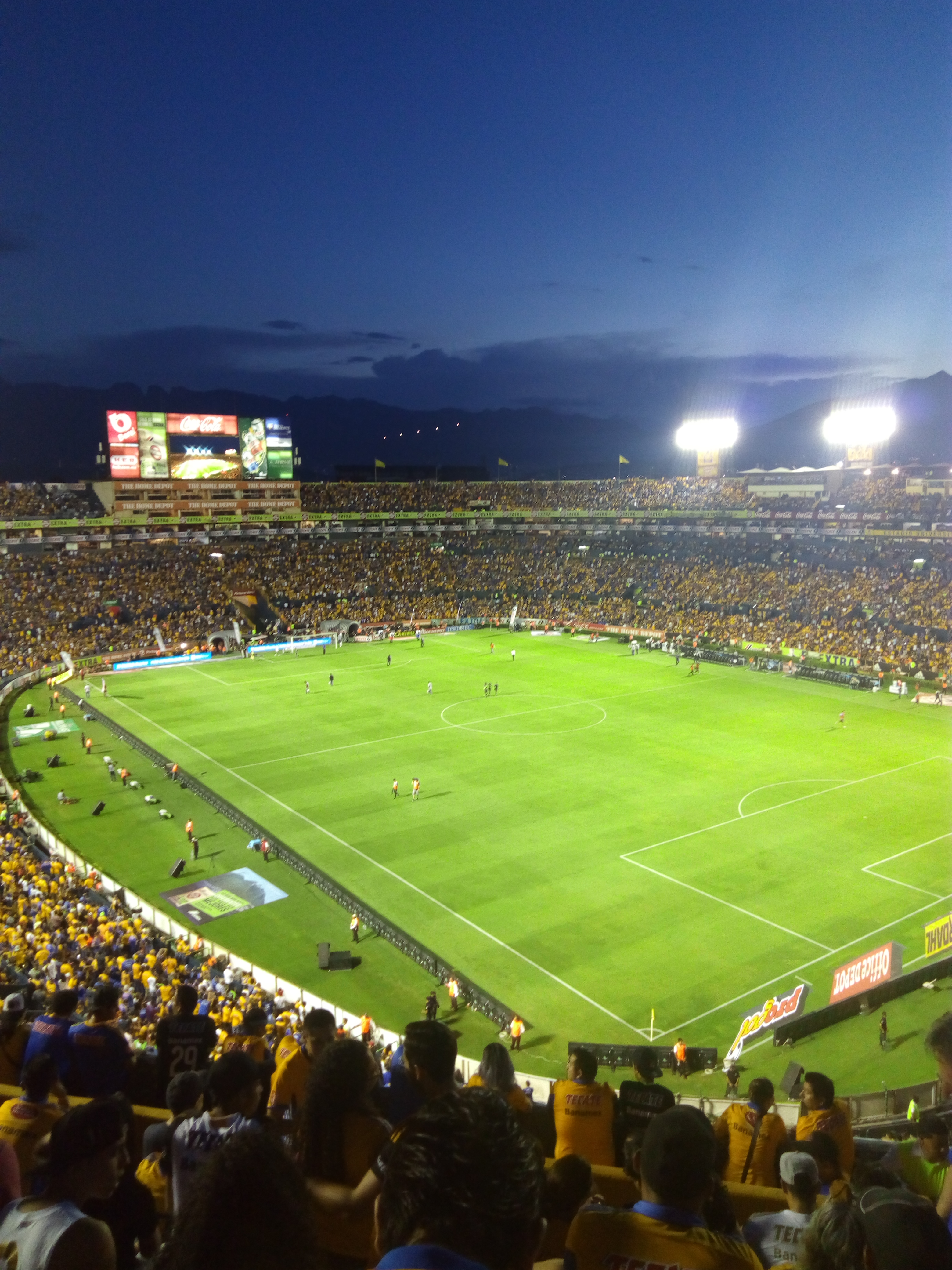
Interior del Estadio Universitario en San Nicolás, Nuevo León.

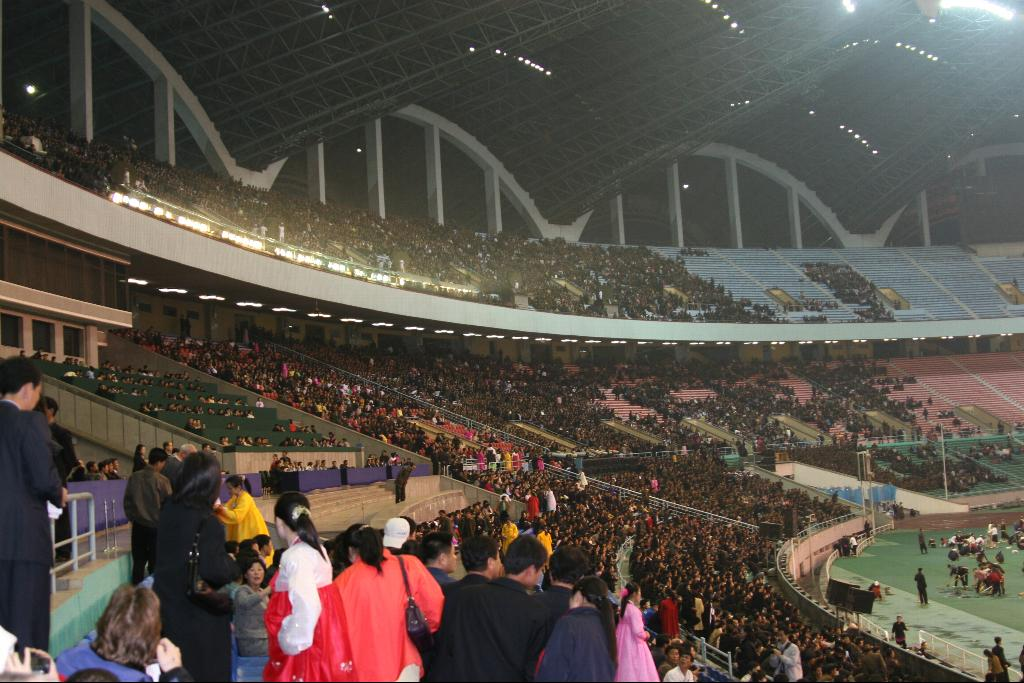
El Estadio Reungrado Primero de Mayo, construido en Corea del Norte, es el estadio de fútbol más grande del mundo. Cuenta con capacidad para 114.000 espectadores.

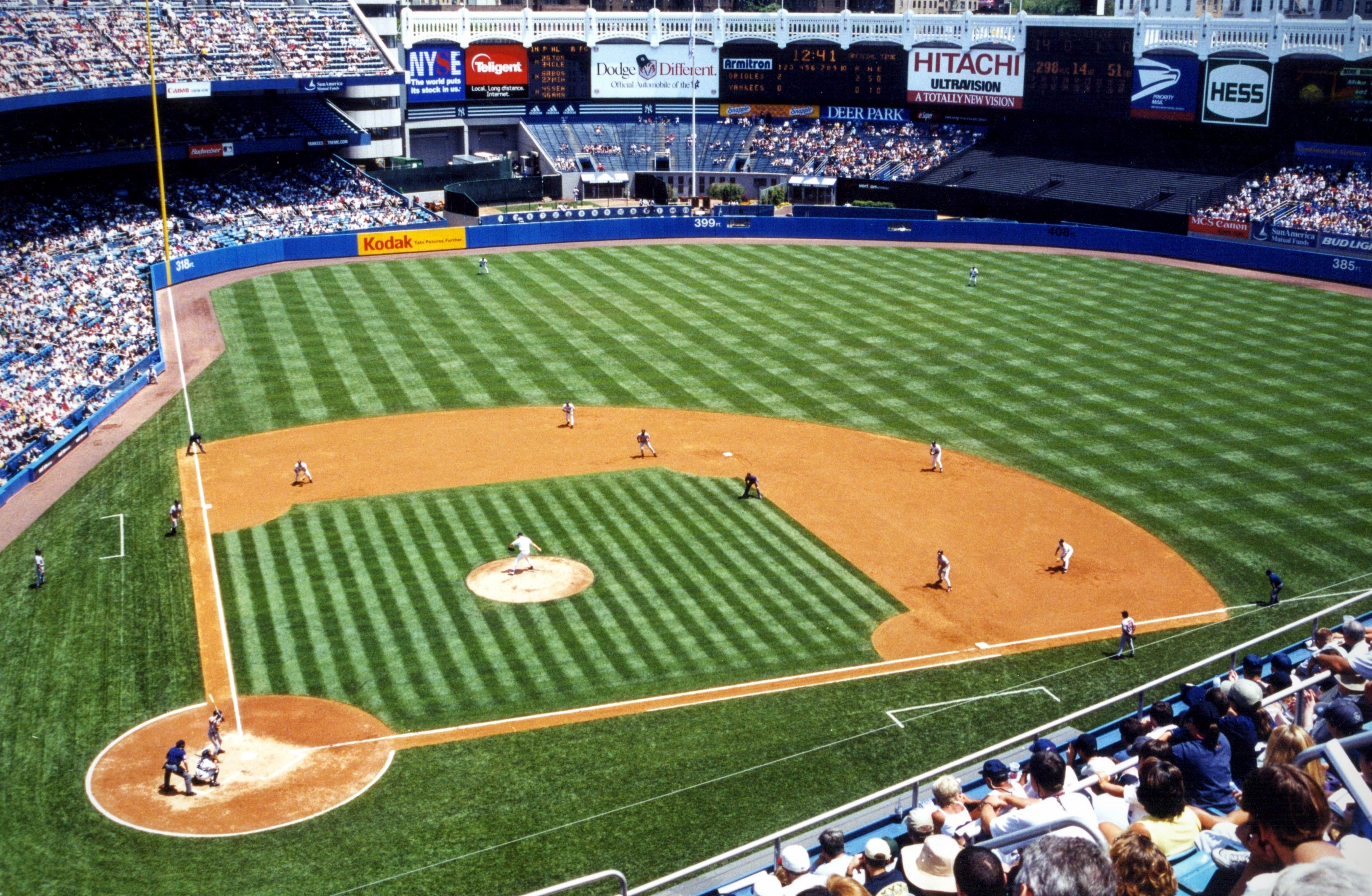
Yankee Stadium en Nueva York.

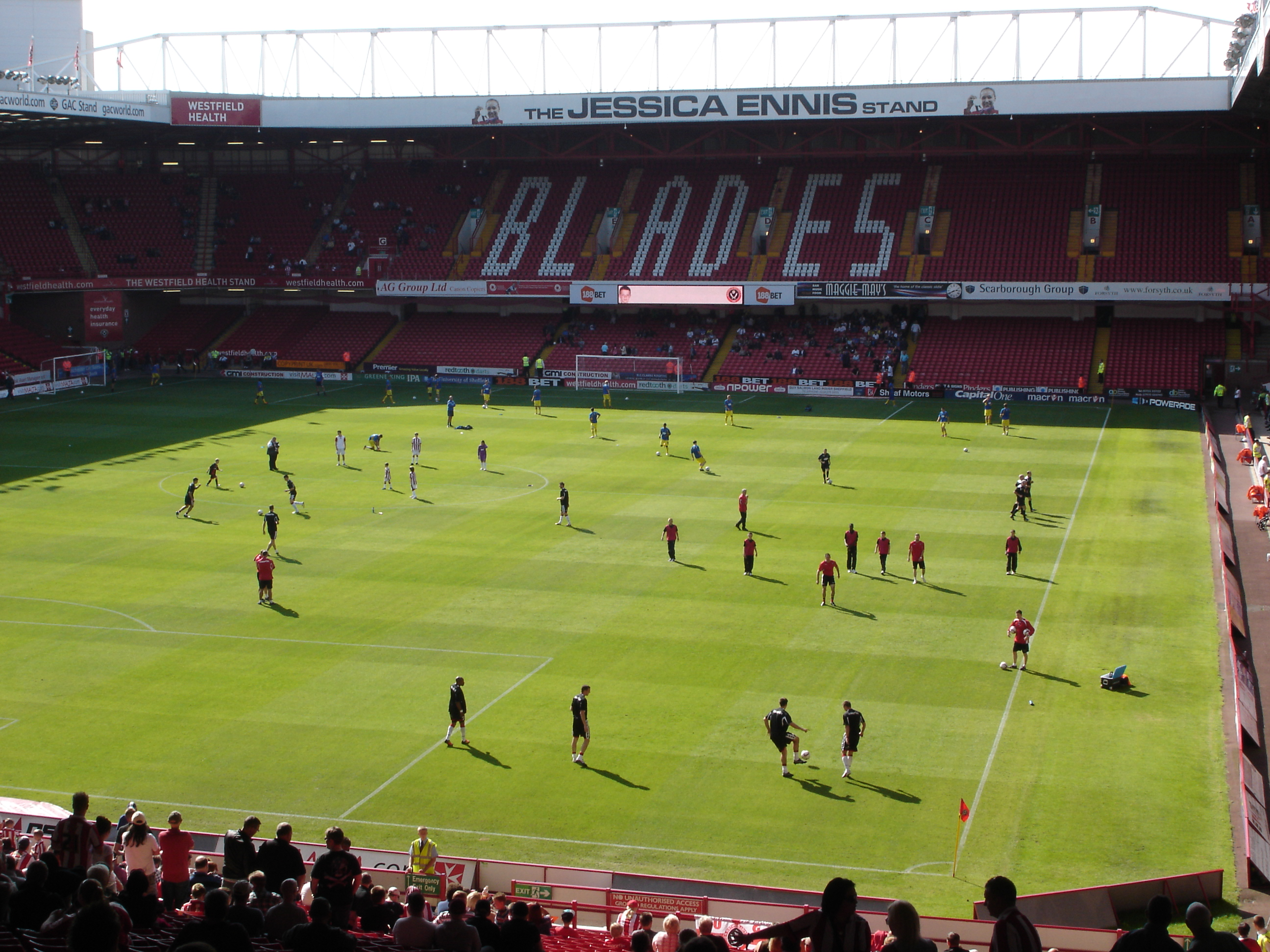
Bramall Lane, Sheffield United FC Stadium.

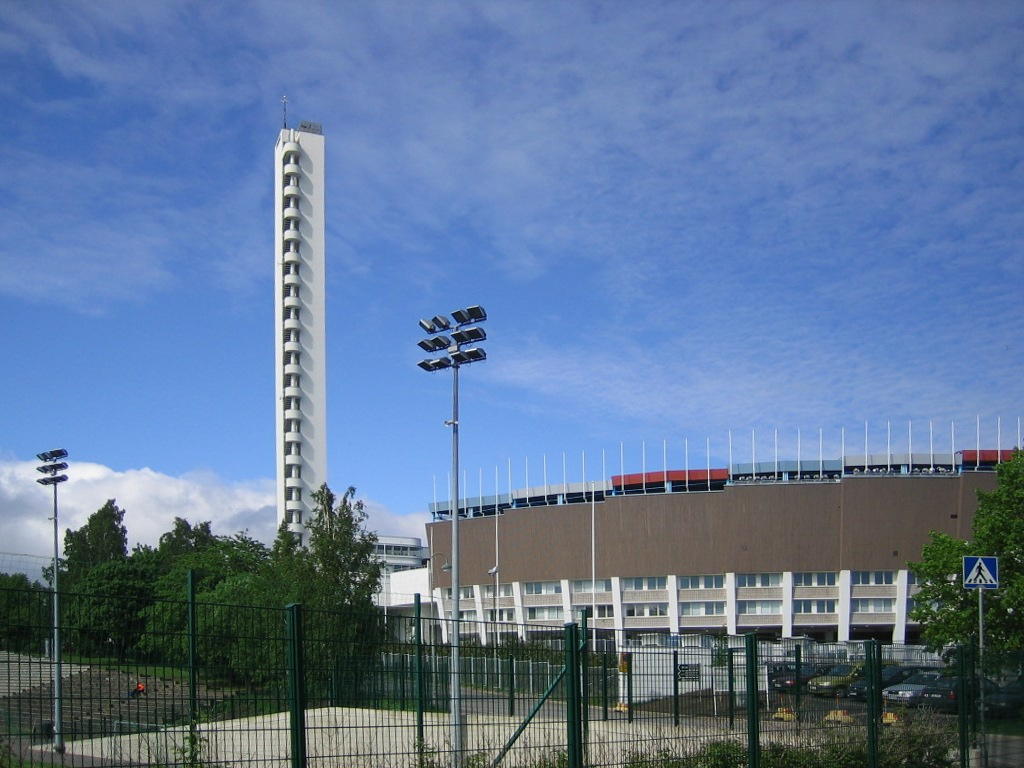
El Estadio Olímpico de Helsinki en Finlandia de los Juegos Olímpicos de 1952 visto desde la torre Olímpica.

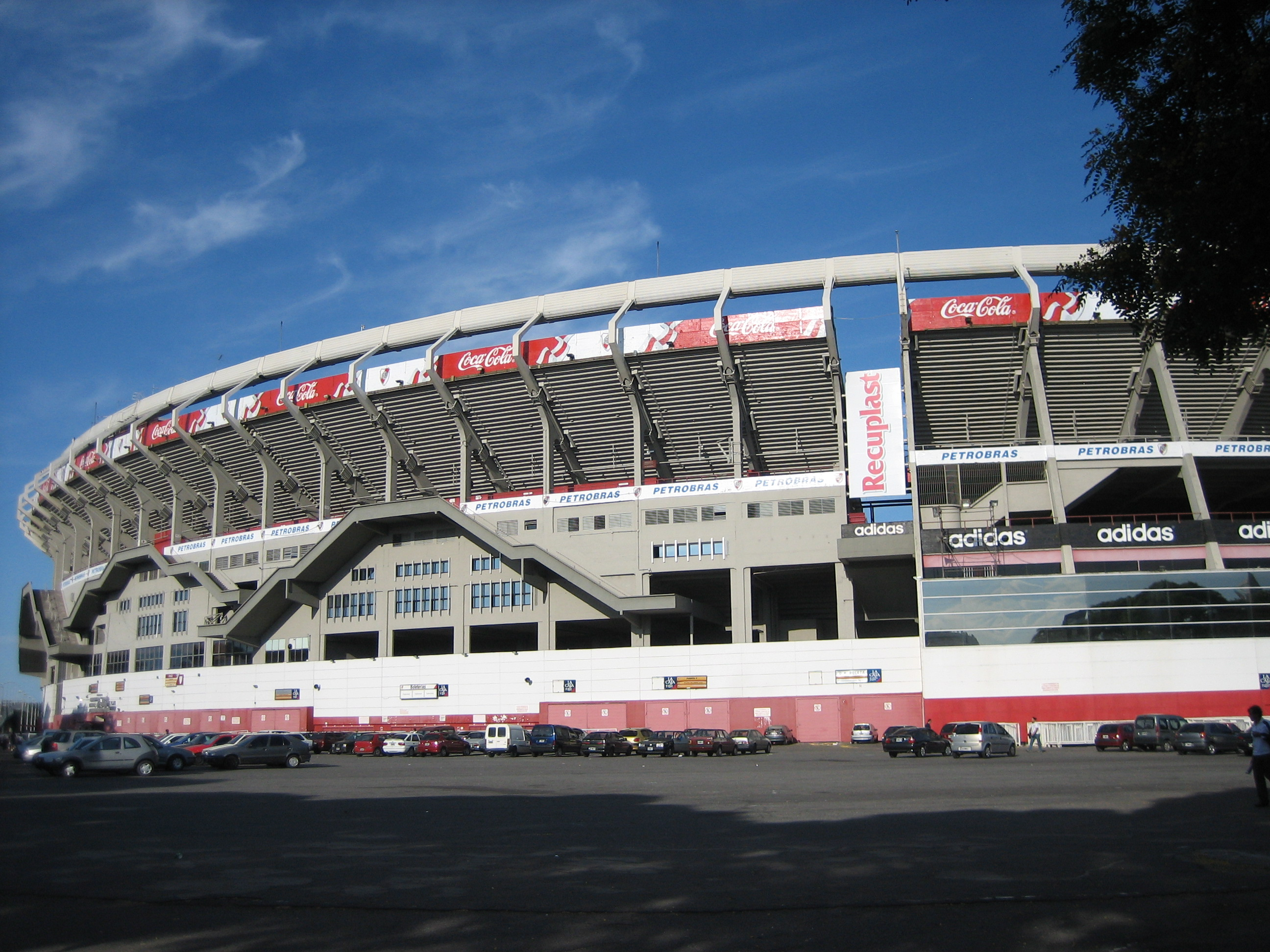
Estadio Monumental

Un estadio (del latín stadĭum, y este del griego στάδιον stádion) es una construcción cerrada con graderías para los espectadores destinado a competiciones deportivas o a festivales. Depende de su arquitectura; puede ser al aire libre o cubierto.
Se usa para varios tipos de deportes que son populares a nivel mundial como el fútbol, el rugby, el béisbol, el fútbol americano, el tenis, etc. Los estadios pueden influir de manera muy importante en la economía de un país al albergar toda clase de eventos deportivos dependiendo de la capacidad que presentan. Consta de un campo de grandes dimensiones rodeado por una estructura diseñada para que los espectadores puedan estar de pie o sentados viendo el acontecimiento. Desde tiempos remotos siempre han formado parte de la vida cotidiana de las personas.
Se denomina «cancha» (del quechua: kancha ‘recinto cercado’) al terreno de juego que se encuentra dentro del estadio. El nombre estadio va asociado a que haya una pista de atletismo.[cita requerida]

## Historia de los estadios
Estadio (Altgr. στάδιον) en el sentido original de la palabra se refería a una antigua medida griega de longitud con una distancia de 600 pies, que correspondía a una longitud de entre 165 y 196 m, dependiendo de la medida de pie regional. En Grecia, correr por el campo de un estadio era una competición popular desde el período geométrico (alrededor del 900 a. C.), por ejemplo, en Olimpia desde el 776 a. C. transmitido históricamente. La designación de la medida de longitud tiene que ver con la instalación de competición transferido, es decir, a la pista de atletismo y las paredes de espectadores a lo largo de ella. La longitud de la carrera y la medida de la longitud a menudo no coinciden exactamente. La pista del estadio de Atenas tiene unos 185 metros de largo, mientras que el estadio del Ático tiene unos 178 metros.
Se han encontrado estadios en muchas ciudades y santuarios de la Grecia antigua:
- Olympia (con una longitud de pista de 192,28 m, medidos entre los umbrales de salida y llegada), es el estadio conocido más antiguo del mundo se encuentra en Olimpia, en el Peloponeso occidental, Grecia, donde los Juegos Olímpicos Antiguos tuvieron lugar por primera vez en 776 a. C. Inicialmente fue construido para un solo evento que eran las pruebas atléticas.
- Delfos (177,35 m),
- Atenas (184,30 m),
- Epidauro (181,30 m),
- Istmia, Nemea, Messene, Mileto, Kourion (en Chipre) y Samos.

Mientras que los estadios todavía se construían en Grecia y Asia Menor en la época romana, apenas desempeñaban un papel en Italia, ya que las competiciones deportivas griegas no tenían ningún significado de culto allí y durante mucho tiempo se consideraron inmorales. Sin embargo, el emperador Domiciano construyó un estadio en Roma (la actual Piazza Navona).
Los anfiteatros, en los que se desarrollaban los juegos de lucha y la caza de animales, tenían allí una importancia mucho mayor. El ejemplo más conocido es el Anfiteatro Flavio de Roma, ahora llamado Coliseo. La forma del estadio moderno se desarrolló a partir de los anfiteatros romanos. El significado de la palabra estadio es mucho más amplio hoy en día y se refiere a estadios deportivos con gradas para visitantes, generalmente con una pista de atletismo dispuesta alrededor de un campo de juego de césped.

### Modernidad

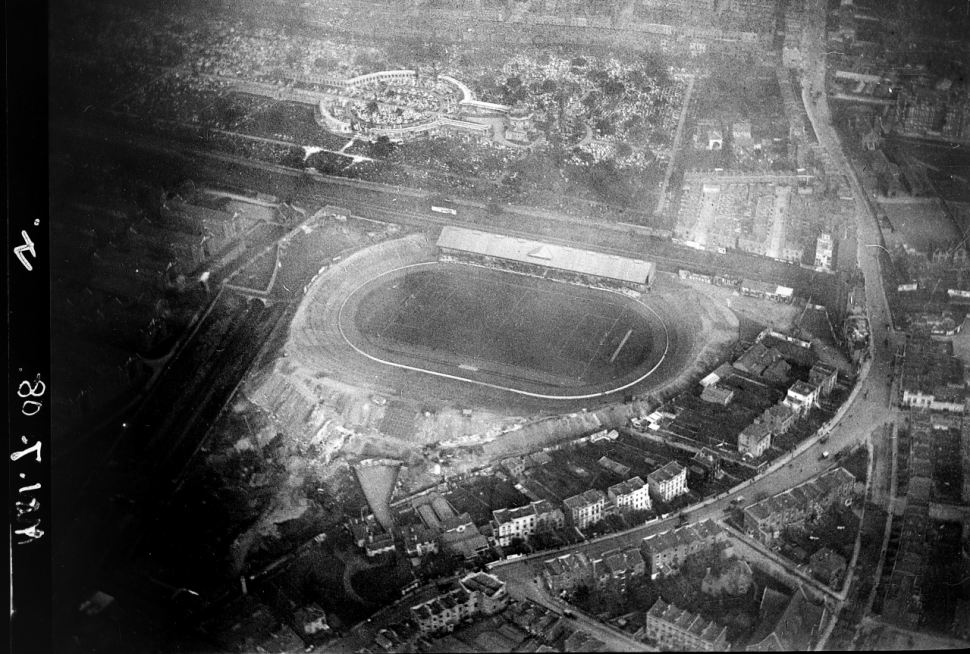
Estadio Stamford Bridge.

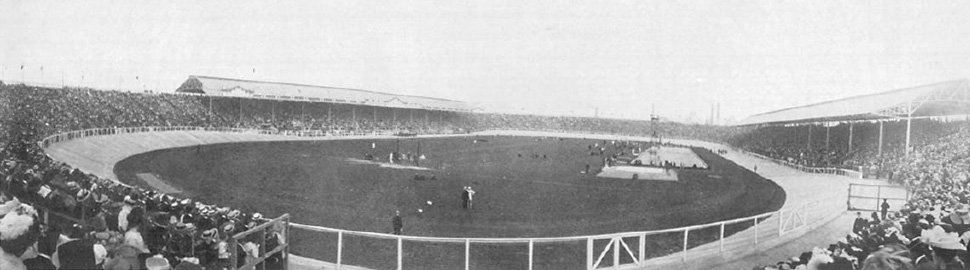
Estadio White City.

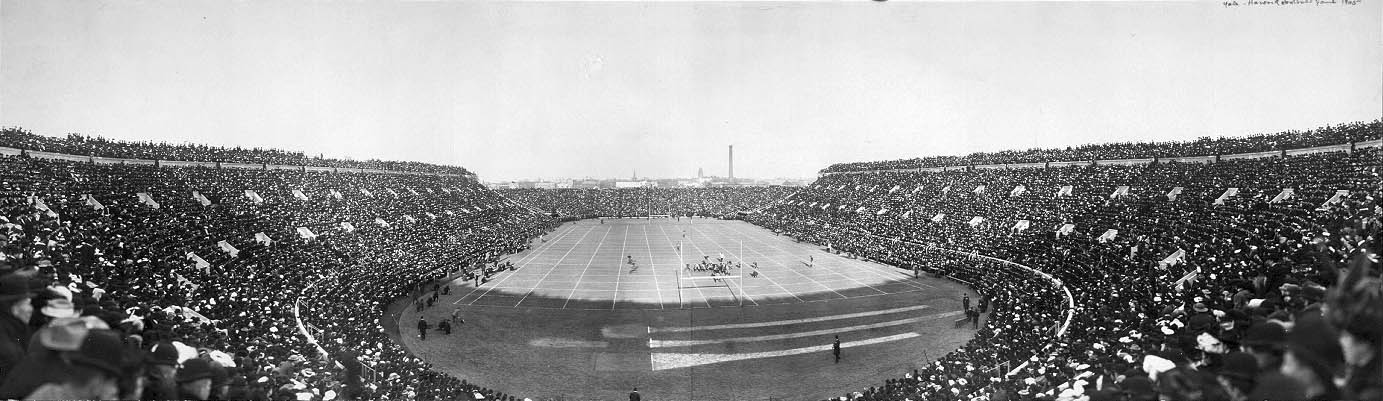
Estadio de Harvard, 1905.

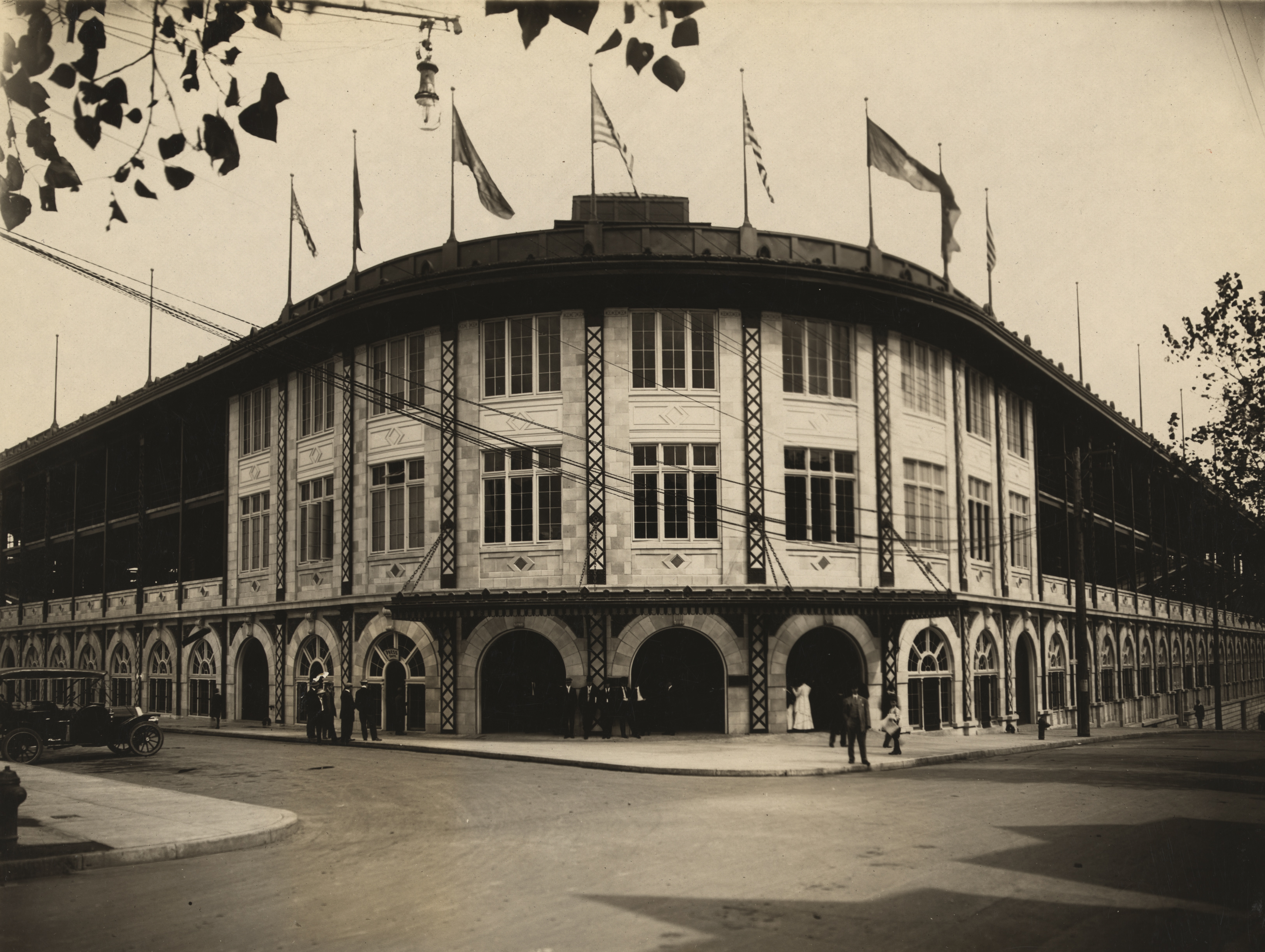
Campo Forbes.

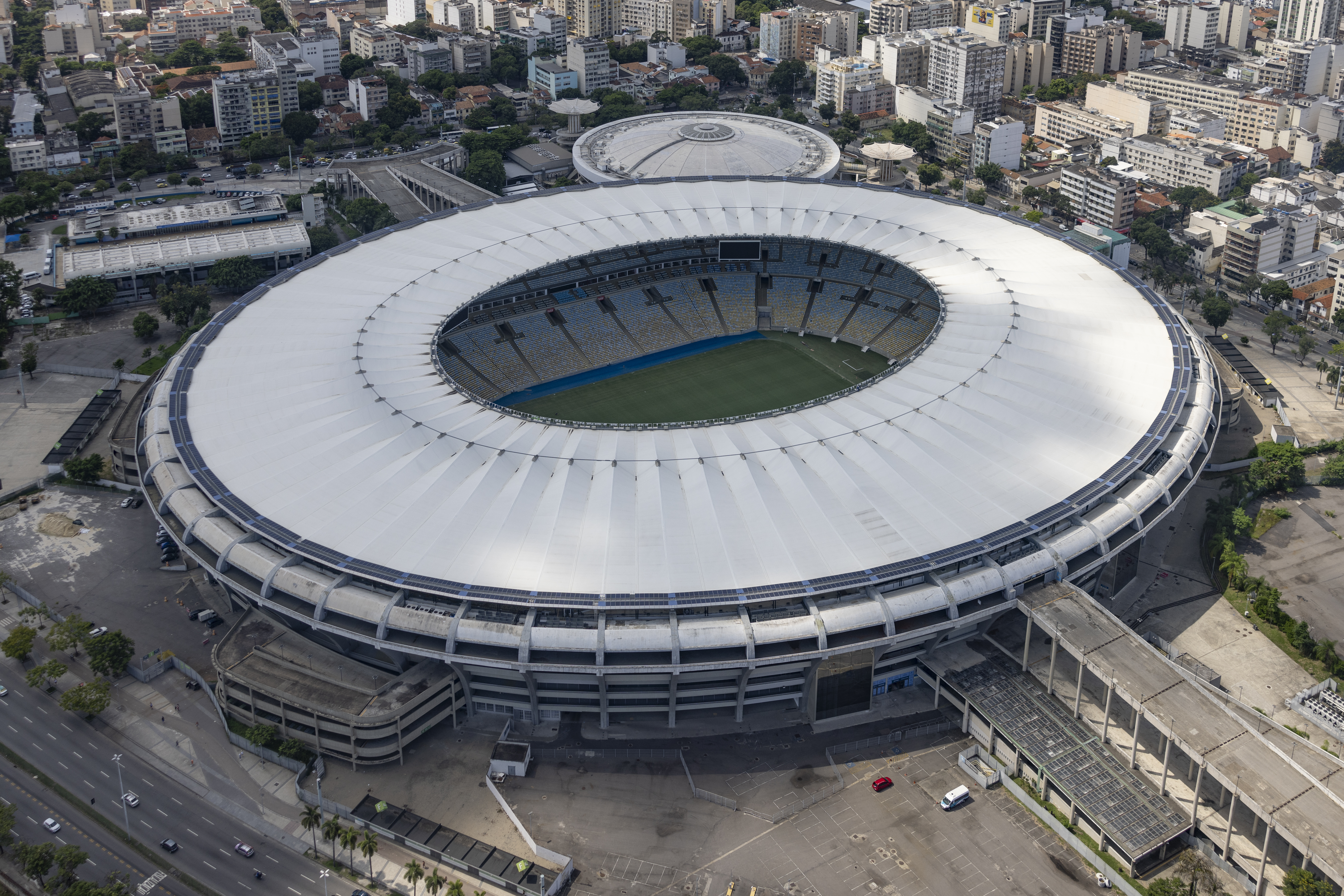
Estadio Maracaná, Río de Janeiro, Brasil.

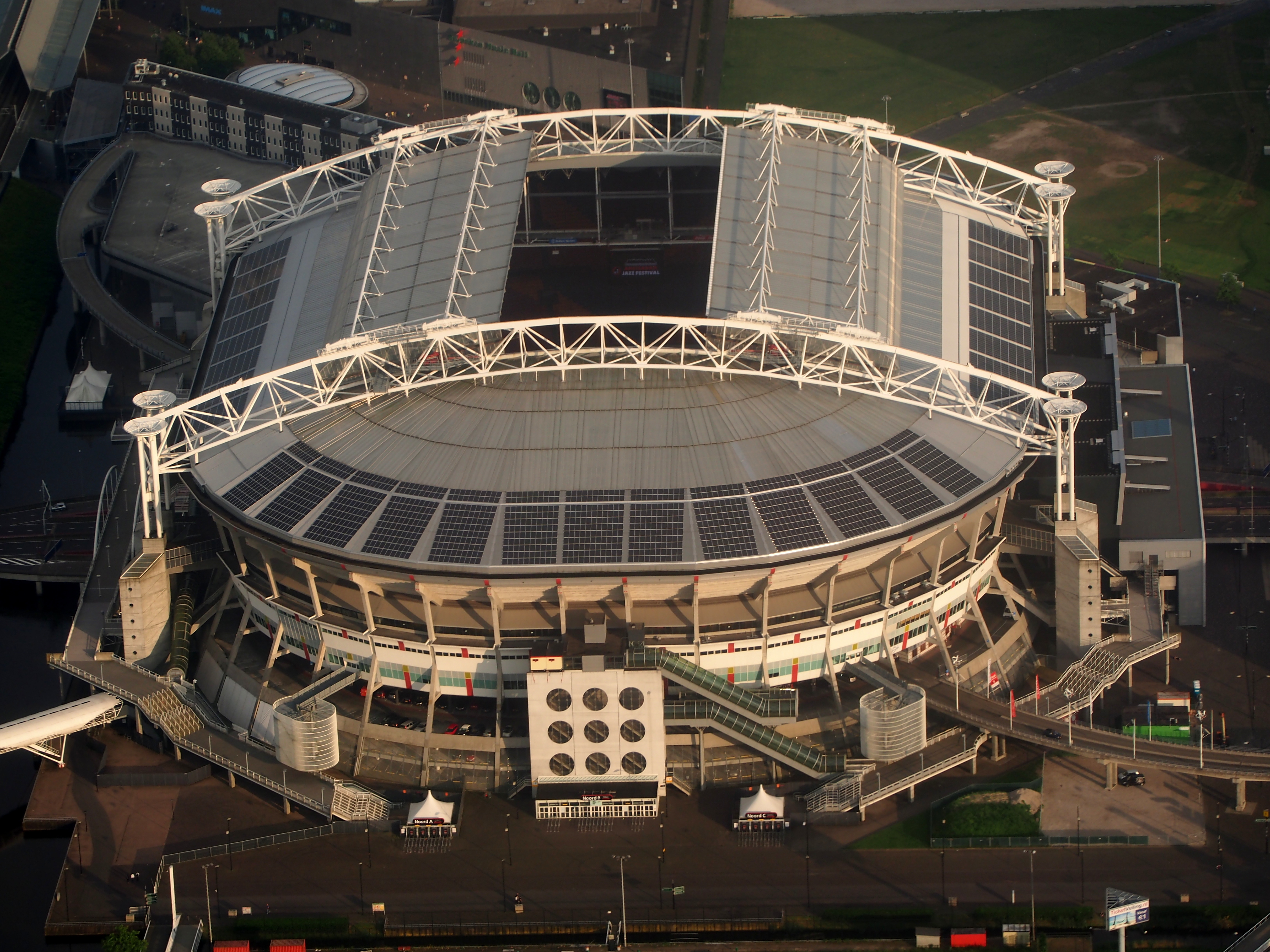
Arena Johan Cruijff, Amstredam.

Los primeros estadios que se construyeron en la era moderna eran instalaciones básicas, diseñadas con el único propósito de albergar el mayor número posible de espectadores. Con el tremendo crecimiento de la popularidad del deporte organizado a finales de la época victoriana, especialmente el fútbol de asociación en el Reino Unido y el béisbol en Estados Unidos, se construyeron las primeras estructuras de este tipo. Uno de los primeros estadios fue el estadio Bramall Lane, construido en 1855. Se disputaron partidos internacionales por primera vez en este estadio, así como también además de football, se jugó al críquet, deporte muy famoso en esas épocas. Prohibido de ubicar eventos deportivos en el Trinity College, Dunlop construyó el estadio en 1872. "Coloqué un sendero para correr de un cuarto de milla, establecí el actual campo del Club de Tenis de Lansdowne con mi propio teodolito, fundé un club de tiro con arco de Lansdowne, un club de cricket de Lansdowne y, por último, pero no menos importante, el Club de Fútbol de Rugby de Lansdowne - colores rojo, negro y amarillo". Para elevar el terreno se utilizaron unas 300 cargas de tierra de una zanja situada bajo el ferrocarril, lo que permitió a Dunlop utilizar sus conocimientos de ingeniería para crear un campo envidiado en toda Irlanda.
Otros estadios de esta época en el Reino Unido son el Stamford Bridge stadium (inaugurado en 1877 para el London Athletic Club) y Estadio de Anfield (1884 como sede del Everton F.C.).
En Estados Unidos, muchos equipos de béisbol profesional construyeron grandes estadios principalmente de madera, siendo el primero de ellos el South End Grounds en Boston, inaugurado en 1871 para el equipo entonces conocido como los Boston Beaneaters (actualmente los Atlanta Braves). Muchos de estos parques se incendiaron, y los que no lo hicieron resultaron inadecuados para un juego en crecimiento. Todos los parques de madera del siglo XIX fueron reemplazados, algunos después de unos pocos años, y ninguno sobrevive en la actualidad.
El Goodison Park fue el primer estadio de fútbol construido en el mundo. [Se encargó a la empresa de construcción Kelly Brothers, con sede en Walton, Merseyside, que construyera dos tribunas descubiertas con capacidad para 4.000 espectadores cada una. También se solicitó una tercera tribuna cubierta con capacidad para 3.000 espectadores. Los directivos del Everton quedaron impresionados con la mano de obra del constructor y acordaron otros dos contratos: se construyeron vallas exteriores por un coste de 150 libras y se instalaron 12 molinetes por un coste de 7 libras cada uno. El estadio fue inaugurado oficialmente el 24 de agosto de 1892 por Lord Kinnaird y Frederick Wall de la Asociación de Fútbol. No se jugó al fútbol; en su lugar, los 12.000 espectadores presenciaron una breve prueba de atletismo seguida de música y un espectáculo de fuegos artificiales. Una vez finalizado, el estadio fue el primer estadio de fútbol construido conjuntamente en el mundo.
El arquitecto Archibald Leitch aportó su experiencia en la construcción de edificios industriales al diseño de estadios funcionales en todo el país. Su trabajo abarcó los primeros 40 años del siglo XX. Uno de sus diseños más notables fue el de Old Trafford en Mánchester. El estadio se diseñó originalmente con capacidad para 100.000 espectadores y contaba con asientos en la tribuna sur a cubierto, mientras que las tres tribunas restantes se dejaron como terrazas y sin cubrir. Fue el primer estadio que presentaba asientos continuos a lo largo del contorno del estadio.
Estos primeros recintos, originalmente diseñados para albergar partidos de fútbol, fueron adoptados para su uso en los Juegos Olímpicos, el primero de los cuales se celebró en 1896 en Atenas, Grecia. El Estadio de la Ciudad Blanca, construido para los Juegos Olímpicos de Verano de 1908 en Londres, se cita a menudo como el primer estadio moderno con asientos, al menos en el Reino Unido. Diseñado por el ingeniero J.J. Webster y completado en 10 meses por George Wimpey, en el emplazamiento de la Exposición franco-británica, este estadio con un aforo de 68.000 plazas fue inaugurado por rey Eduardo VII el 27 de abril de 1908. Una vez terminado, el estadio contaba con una pista de atletismo 24 pies (7,3 m) y tres vueltas a la milla (536 m); en el exterior había una pista de ciclismo 35 pies (10,7 m), 660 yardas (603,5 m). El campo interior incluía una piscina de natación y buceo. El London Highbury Stadium, construido en 1913, fue el primer estadio del Reino Unido en presentar una disposición de asientos en dos niveles cuando fue rediseñado en estilo Art Deco en 1936.
El Baker Bowl, un parque de béisbol en Filadelfia que se inauguró en su forma original en 1887, pero que fue completamente reconstruido en 1895, abrió nuevos caminos en la construcción de estadios en dos aspectos importantes. La segunda encarnación del estadio incluía la primera segunda cubierta (grada) en voladizo del mundo en un recinto deportivo, y fue el primer parque de béisbol que utilizó acero y ladrillo en la mayor parte de su construcción. Otro recinto influyente fue el Estadio de Harvard de Boston, construido en 1903 por la Universidad de Harvard para su equipo de fútbol americano Harvard Crimson y su programa de atletismo. Fue el primer estadio del mundo en utilizar la construcción de hormigón y acero. En 1909, la construcción de hormigón y acero llegó al béisbol con la apertura del Shibe Park en Filadelfia y, unos meses después, del Forbes Field en Pittsburgh. Este último fue el primer recinto deportivo de tres niveles del mundo. La apertura de estos parques marcó el inicio de la era de la construcción de parques tipo "alajeros". La mayor afluencia de público en un estadio fue de 199.854 personas para ver el partido final de la Copa Mundial de fútbol 1950 en el Estadio Maracaná de Río de Janeiro el 16 de julio de 1950.

## Desafíos que plantea su diseño

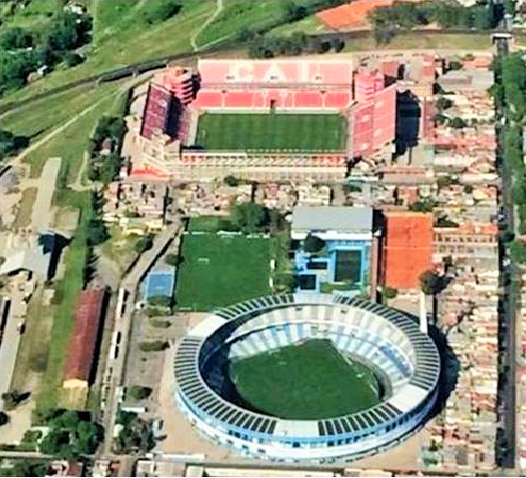
Los estadios Libertadores de América y Presidente Perón a menos de 300 metros de distancia.

Los distintos deportes requieren superficies de juego de distinto tamaño y forma. Algunos estadios están diseñados principalmente para un solo deporte, mientras que otros pueden albergar diferentes eventos, especialmente los que tienen asientos retráctiles. Los estadios construidos específicamente para el fútbol son comunes en Europa; los estadios de juegos gaélicos, como el Croke Park, son comunes en Irlanda, mientras que los estadios construidos específicamente para béisbol o fútbol americano son comunes en los Estados Unidos. El diseño de uso múltiple más común combina un campo de fútbol con una pista de atletismo, aunque hay que hacer ciertas concesiones. El mayor inconveniente es que las gradas están necesariamente alejadas del terreno de juego, sobre todo en los extremos. En el caso de algunos estadios más pequeños, no hay gradas en los extremos. Cuando hay gradas en todo el campo, el estadio adquiere una forma ovalada. Cuando un extremo está abierto, el estadio tiene forma de herradura. Las tres configuraciones (abierta, ovalada y de herradura) son comunes, especialmente en el caso de los estadios de fútbol universitario estadounidense. Los estadios rectangulares son más comunes en Europa, especialmente en el caso del fútbol, donde muchos estadios tienen cuatro tribunas, a menudo distintas y muy diferentes, en los cuatro lados del estadio. A menudo son de diferentes tamaños y diseños y se han erigido en diferentes períodos de la historia del estadio. El carácter tan diferente de los estadios de fútbol europeos ha dado lugar a la creciente afición al "ground hopping", en la que los espectadores se desplazan para visitar el estadio por sí mismo y no por el acontecimiento que se celebra en él. En los últimos años, la tendencia a construir estadios ovalados completamente nuevos en Europa ha llevado a los tradicionalistas a criticar los diseños por considerarlos insípidos y carentes del carácter de los antiguos estadios a los que sustituyen.
En Estados Unidos, donde el béisbol y el fútbol americano son los dos deportes más populares al aire libre, se construyeron varios estadios multiusos de fútbol y béisbol, especialmente durante la década de 1960, y algunos de ellos tuvieron éxito.
Dado que los requisitos para el béisbol y el fútbol americano son significativamente diferentes, la tendencia ha sido hacia la construcción de estadios de un solo uso, comenzando con el Kansas City en 1972-1973 y acelerando en la década de 1990. En varios casos, se ha construido un estadio de fútbol americano adyacente a un parque de béisbol, para permitir el uso compartido de aparcamientos y otros servicios. Con el auge de la MLS, la construcción de estadios específicos de fútbol americano también ha aumentado desde finales de la década de 1990 para adaptarse mejor a las necesidades de ese deporte. En muchos casos, los primeros estadios de béisbol se construyeron para ajustarse a una determinada superficie o manzana. Esto dio lugar a dimensiones asimétricas en muchos campos de béisbol. El Estadio de los Yankees, por ejemplo, se construyó en una manzana triangular en El Bronx, Nueva York. Esto dio lugar a una gran dimensión del campo izquierdo, pero a una pequeña dimensión del campo derecho.
Antes de que se construyeran estadios de fútbol más modernos en Estados Unidos, muchos parques de béisbol, como Fenway Park, el Polo Grounds, Wrigley Field, Comiskey Park, Tiger Stadium, Griffith Stadium, Milwaukee County Stadium, Shibe Park, Forbes Field, Yankee Stadium, y Sportsman's Park fueron utilizados por la National Football League o la American Football League. (Hasta cierto punto, esto continúa también en las ligas de fútbol inferiores, ya que el TD Ameritrade Park se utiliza como estadio de los Omaha Nighthawks de la United Football League). Junto con los estadios de uso único de hoy en día, está la tendencia de los estadios de béisbol de estilo retro más cercanos a las zonas céntricas. El Oriole Park at Camden Yards fue el primer estadio de béisbol de este tipo de las Major League Baseball que se construyó, utilizando el estilo de principios del siglo XX con las comodidades del siglo XXI.
En Taiwán hay un estadio alimentado por energía solar que produce tanta energía como necesita para funcionar.
Los diseñadores de estadios suelen estudiar la acústica para aumentar la sonoridad creada por los aficionados, con el objetivo de prporcionar un ambiente animado.

### Iluminación

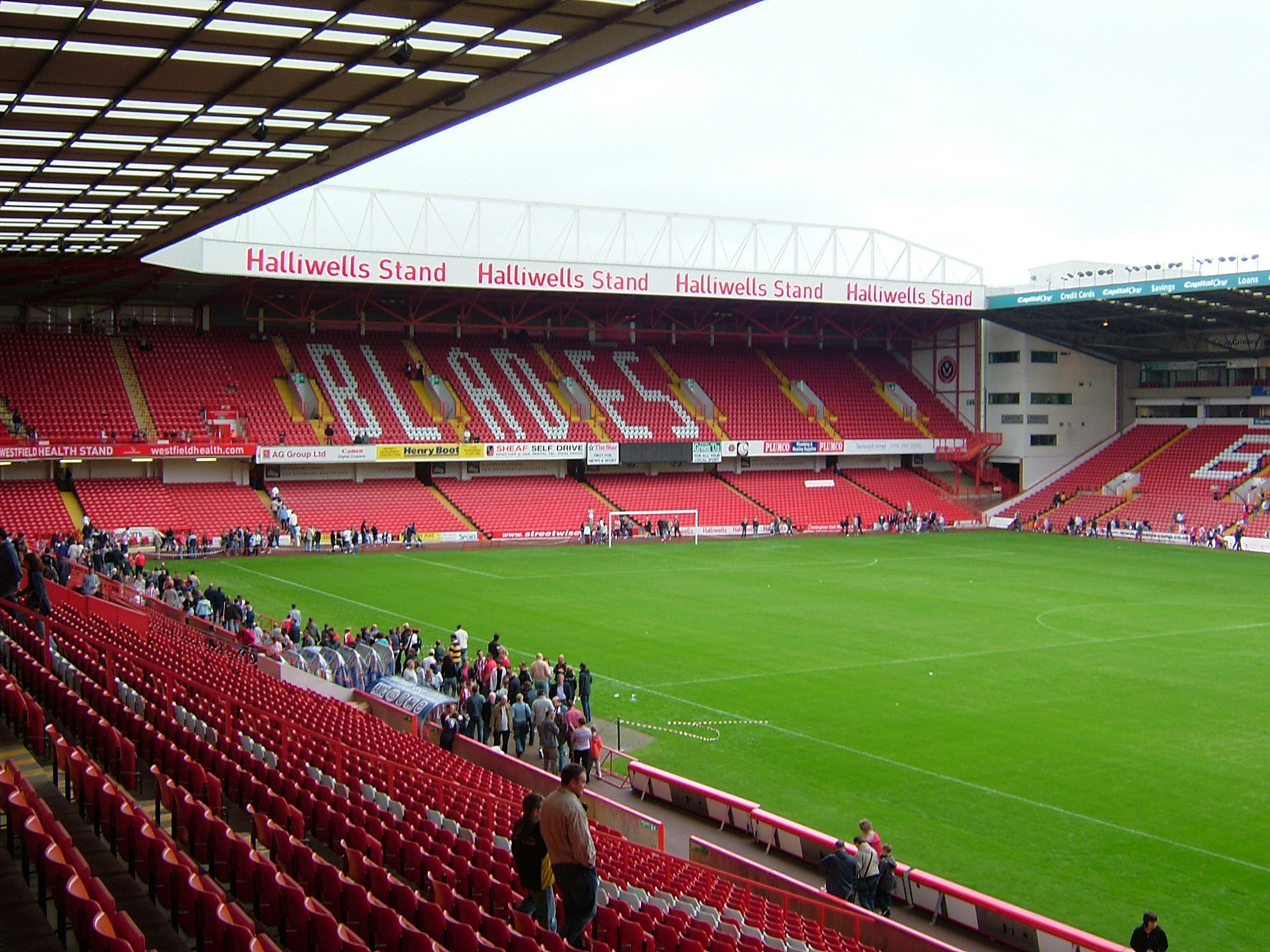
Bramall Lane

Hasta la llegada de las lámparas, la mayoría de los partidos disputados en grandes superficies dependían de la iluminación natural.
Se dice que Bramall Lane fue el primer estadio iluminado. La iluminación en el fútbol se remonta a 1878, cuando se celebraron partidos experimentales iluminados en Bramall Lane, Sheffield durante las oscuras tardes de invierno. Al no haber red nacional, las luces se alimentaban con baterías y dinamo, y no eran fiables.
Desde el desarrollo de las redes eléctricas, la iluminación ha sido un elemento importante en el diseño de los estadios, permitiendo que los partidos se jueguen después del atardecer, y en estadios cubiertos, o parcialmente cubiertos, que permiten menos luz natural, pero proporcionan más refugio para el público.

## Estadio modular
Un estadio modular es una instalación deportiva construida a partir de módulos. En comparación con un estadio temporal, los estadios modulares se construyen sin límite de tiempo, es decir, de forma permanente. El hormigón no se utiliza en la estructura real. La construcción de acero prevalece. La construcción modular funciona con elementos que pueden ampliarse o reducirse incluso después de la finalización. De esta manera, las construcciones siguen siendo reutilizables de forma flexible y se pueden adaptar fácilmente a nuevos requisitos si es necesario, por ejemplo, si un club de fútbol asciende a la siguiente liga superior.
En relación con la adjudicación de la Copa Mundial de Fútbol de 2022 a Catar, ya se han desarrollado conceptos para la construcción de estadios modulares y también se han presentado planes para extensiones modulares de instalaciones deportivas existentes.
Lista de proyectos de estadios modulares:
- Festival Federal de Lucha Libre y Alpina , Suiza (desde 1961)
- Brita Arena , Wiesbaden (2007)
- Estadio de fútbol Bengasi, Libia (2007)
- Adidas World of Football , Berlín (2006)
- Estadio Empire Field, Vancouver (2010)
- Tripoli Arena, Libia (2010)
- Lena Arena ( Mundo de Airberlin ), Fortuna Düsseldorf (2011)

## Zonas de espectadores y asientos

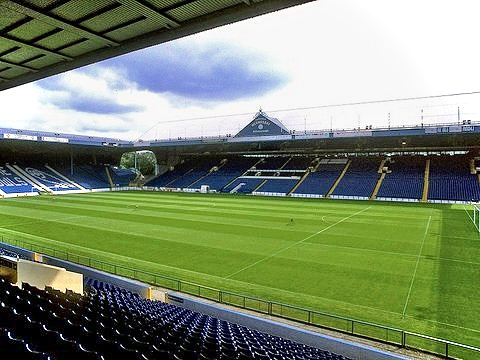
Hillsborough Stadium

Un estadio con todos sentados tiene asientos para todos los espectadores. Otros estadios están diseñados para que todos o algunos espectadores estén de pie para ver el evento. El término "all-seater" no es común en Estados Unidos, ya que muy pocos estadios estadounidenses tienen secciones de pie de gran tamaño. El diseño deficiente de los estadios ha contribuido a que se produzcan catástrofes, como el desastre de Hillsborough y el desastre del estadio de Heysel. Desde entonces, todos los partidos de la Premier League, de la Campeonato de Europa de la UEFA y de la Copa Mundial de la FIFA requieren que todos los espectadores estén sentados.

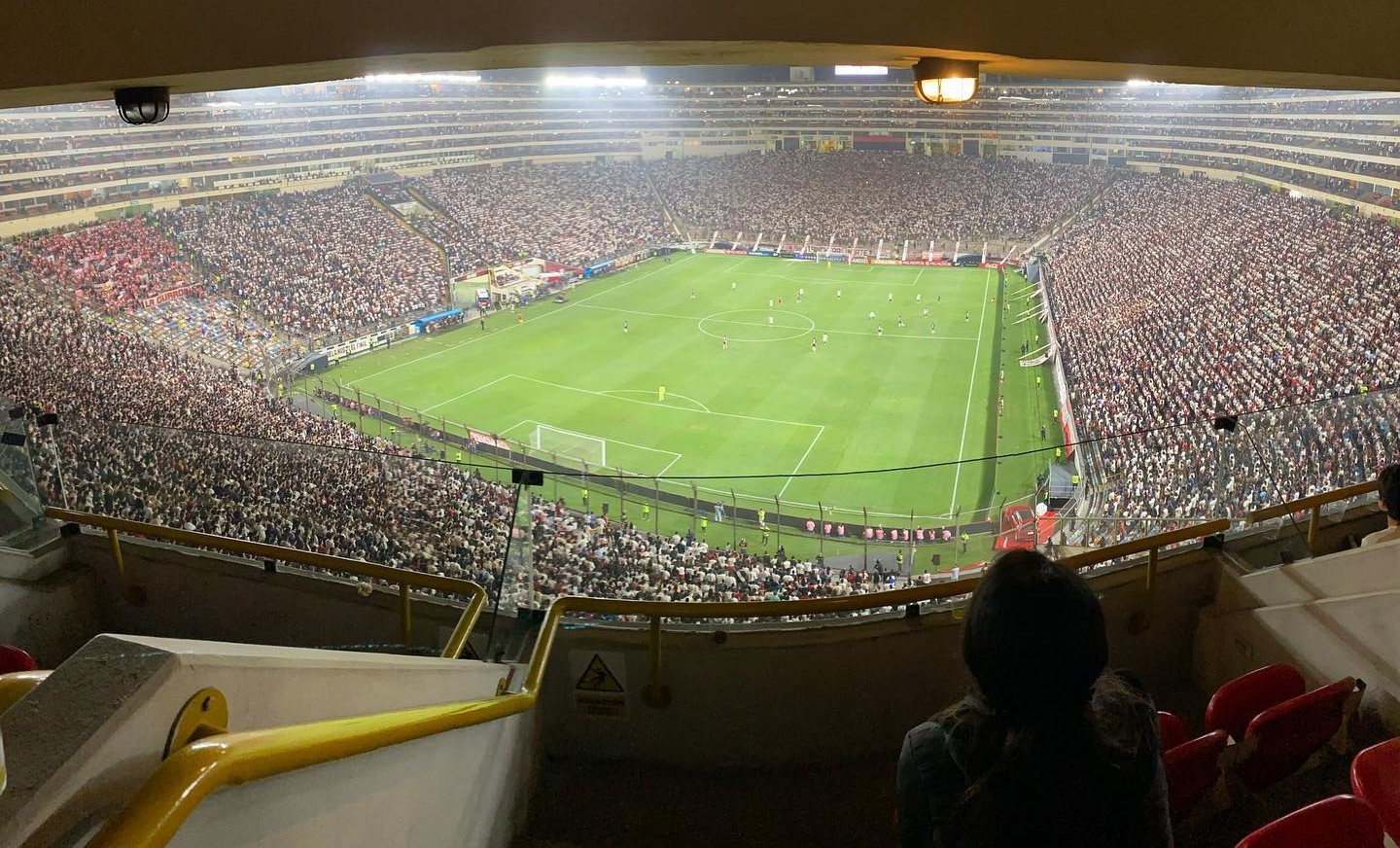
Estadio Monumental U Marathon

Las zonas de asientos pueden ser conocidas como terrazas, gradas o cubiertas. En un principio, estaban destinadas a los espectadores de pie, pero ahora suelen estar equipadas con asientos. Otro término utilizado en EE. UU. es bleachers, que se utiliza sobre todo para las zonas de asientos con bancos en lugar de asientos individuales, y que a menudo están descubiertos; el nombre se refiere al efecto de blanqueo que la luz solar directa y sin sombra tiene sobre los bancos y los clientes en esas secciones.
Muchos estadios ponen a disposición de los espectadores suites o palcos de lujo a precios elevados. Estas suites pueden albergar de diez a treinta personas, dependiendo del recinto. Las suites de lujo en eventos como la Super Bowl pueden costar cientos de miles de dólares.

### Seguridad

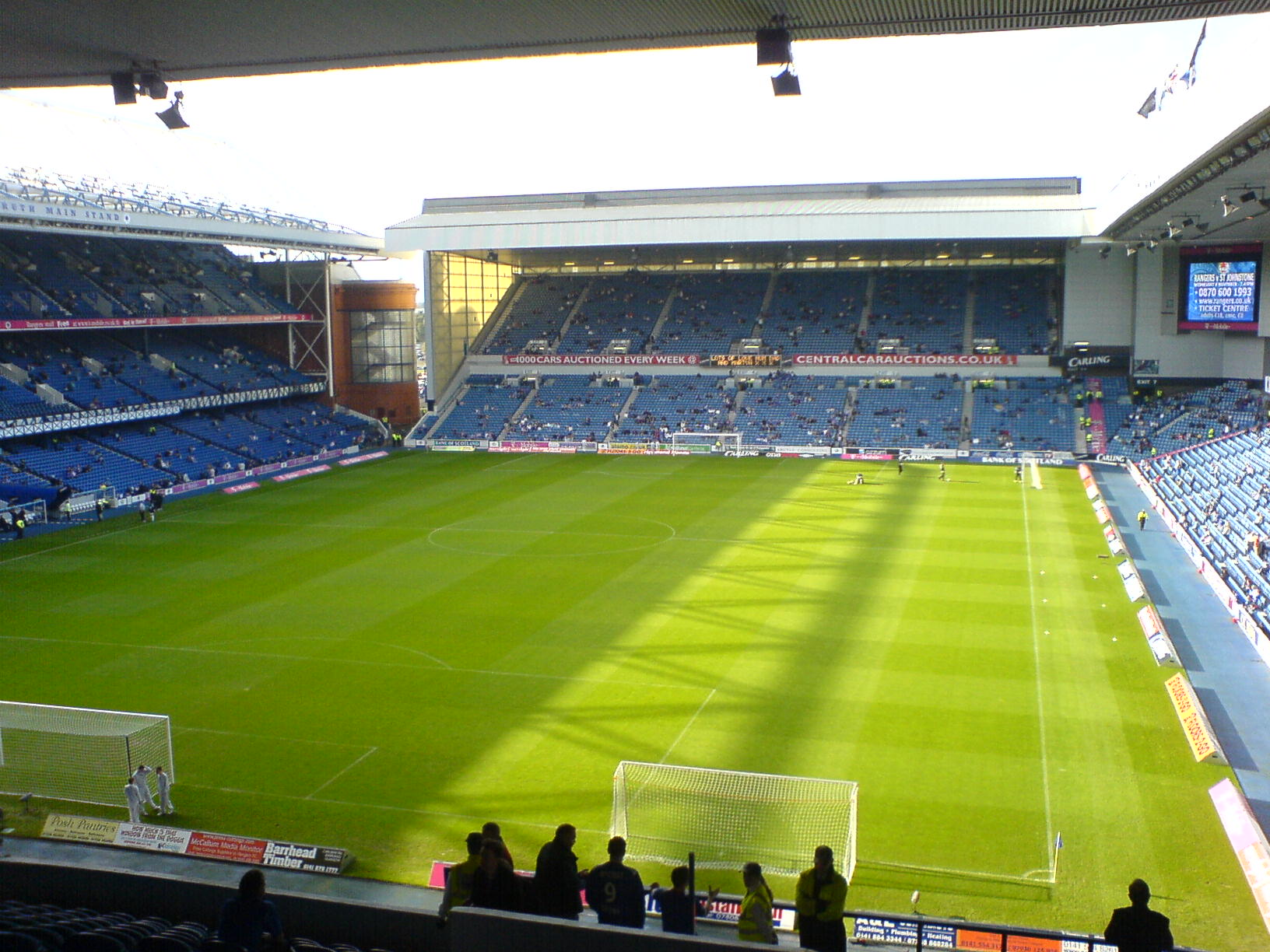
Ibrox Stadium

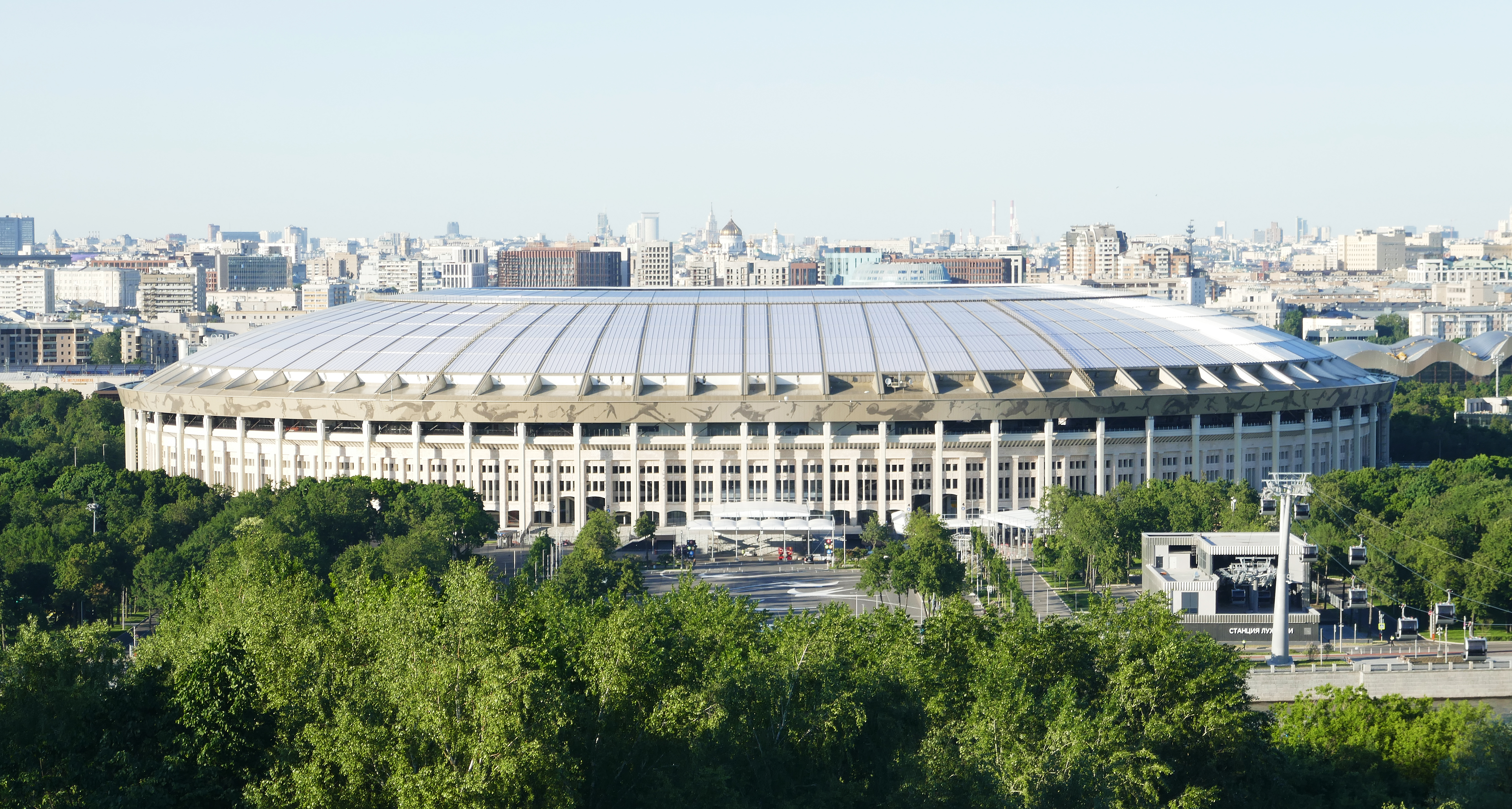
Luzhniki Stadium

Debido a la cantidad de personas que se congregan en los estadios y a la frecuencia de los eventos, se han producido muchos accidentes notables en el pasado, algunos de los cuales han causado lesiones y muertes. Por ejemplo, el desastre de Hillsborough fue un aplastamiento humano en el estadio de Hillsborough en Sheffield, Inglaterra, el 15 de abril de 1989. El resultado de 96 muertos y 766 heridos lo convierte en el peor desastre de la historia del deporte británico.
Se han invertido muchos esfuerzos para evitar que se repitan estos sucesos, tanto en el diseño como en la legislación. Especialmente cuando se percibe un riesgo de terrorismo o violencia, se mantiene la atención para evitar la muerte de personas y mantener los estadios como lugares donde las familias pueden disfrutar de un evento público juntas.
En Europa y Sudamérica, durante el siglo XX, era habitual que bandas violentas de hinchas se pelearan dentro o cerca de los estadios de fútbol de asociación. En el Reino Unido se les conoce como hooligans.
Entre las características estructurales que aumentan la seguridad se encuentran los accesos de entrada y salida separados para cada zona de espectadores, especialmente la separación de los accesos para los hinchas locales y los visitantes, las paredes divisorias, los parapetos de cristal, la atenuación de las vibraciones y los sistemas de rociadores.
Entre los elementos de seguridad que se han adoptado figuran la vigilancia armada, los controles de documentos de identidad, la videovigilancia, los detectores de metales y los registros de seguridad para hacer cumplir las normas que prohíben a los espectadores llevar objetos peligrosos o potencialmente peligrosos.